# Schloss Schedling

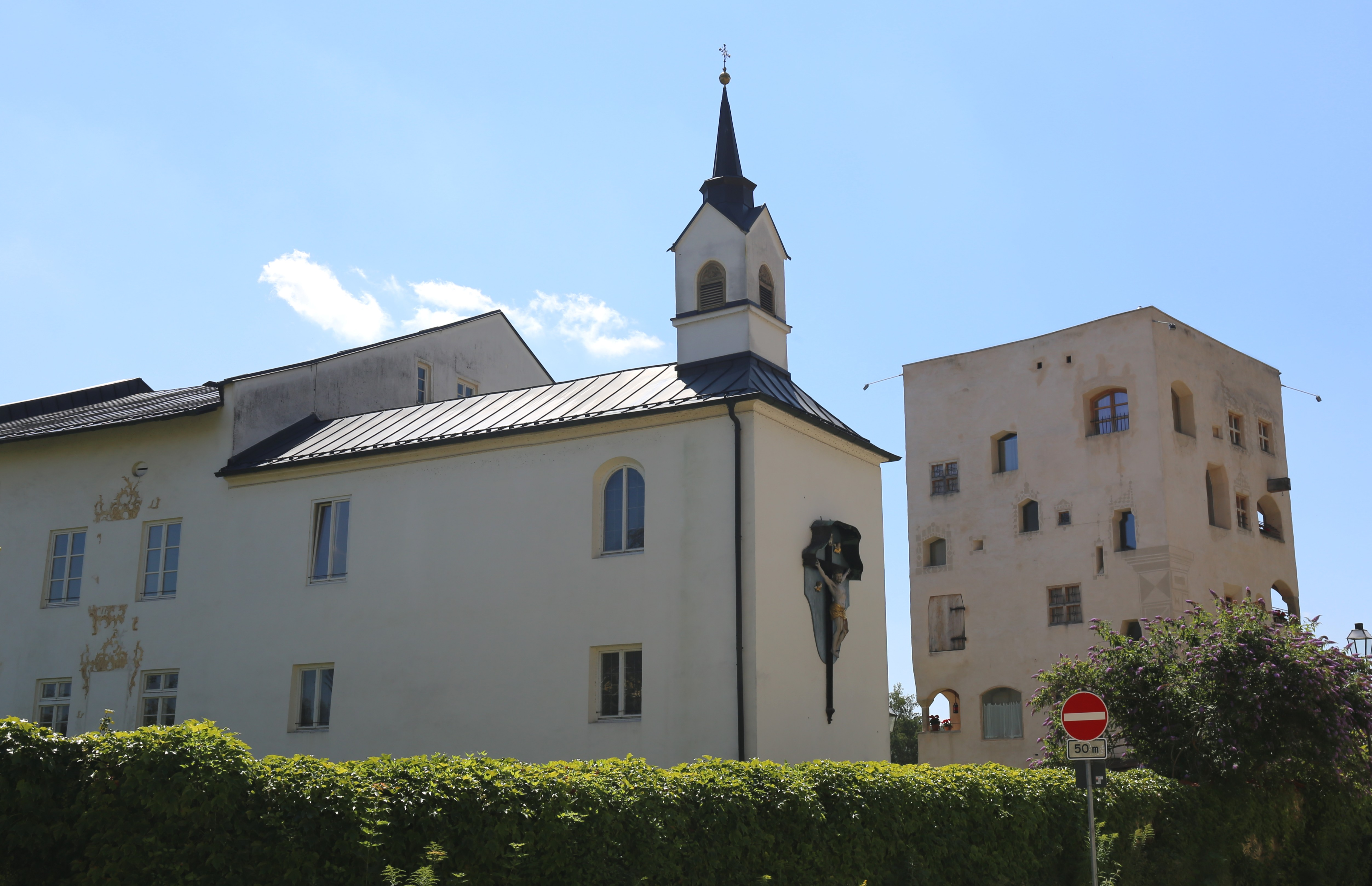
Schloss Schedling in Trostberg (2020)

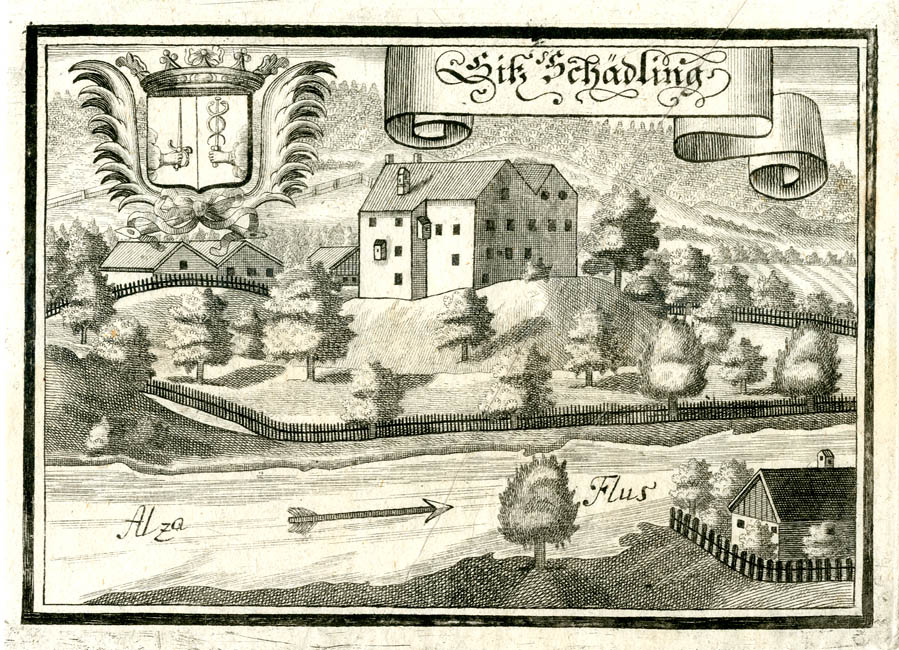
Schloss „Schädling“ nach Michael Wening um 1750

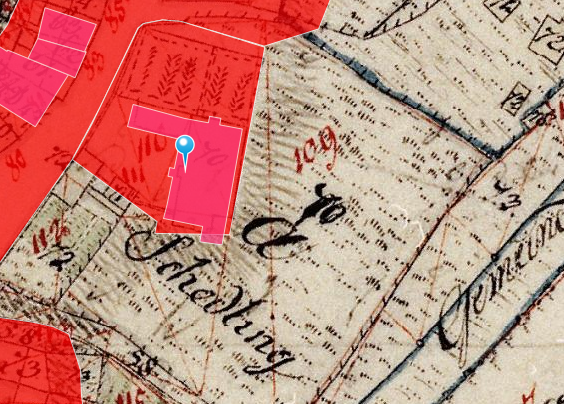
Lageplan von Schloss Schedling auf dem Urkataster von Bayern

Das Schloss Schedling in Trostberg (Schedling 6) ist ein ehemaliges Hofmarksschloss und dient heute als Schule. Es ist unter der Aktennummer D-1-89-157-146 als Baudenkmal verzeichnet. „Untertägige spätmittelalterliche und frühneuzeitliche Befunde im Bereich von Schloss Schedling“ werden zudem als Bodendenkmal unter der Aktennummer D-1-7941-0226 geführt.

## Geschichte
Hans Schedlinger wird 1403 im toerringischen Lehensbuch als Inhaber des Sitzes Schedling erwähnt, der in der Folge bis 1833 gemeinsam mit Niedertrostberg eine kleine Hofmark bildete. 1855 wurden beide Schlösser durch Sigmund Graf Berchem von Piesing an die Gemeinde Trostberg verkauft. Im Jahr 1862 wurde in Schloss Schedling ein Institut der Englischen Fräulein eingerichtet, das 1998 geschlossen wurde. Die Stadt übernahm erneut das Schloss, Schule und Garten. 2004 wurde der Rosengarten offiziell eröffnet.

## Architektur
Der breit gelagerte, dreigeschossige Baukörper ist im Kern spätgotisch; der später entstandene nordwestlich angesetzte Flügel mit St.-Josefskapelle ist am Deckenbild bezeichnet mit 1779.